# Henriettea membranifolia
Henriettea membranifolia är en tvåhjärtbladig växtart som först beskrevs av Célestin Alfred Cogniaux, och fick sitt nu gällande namn av Brother Alain. Henriettea membranifolia ingår i släktet Henriettea och familjen Melastomataceae. IUCN kategoriserar arten globalt som akut hotad. Inga underarter finns listade i Catalogue of Life.